# 아우구스투스 영묘

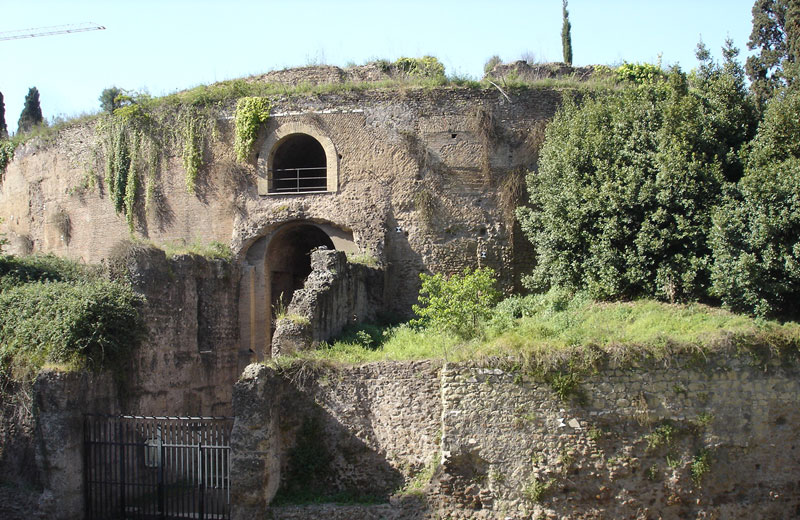
아우구스투스 영묘의 입구.

아우구스투스 영묘(라틴어: Mausoleum Augusti)은 기원전 28년에 아우구스투스 일가의 무덤으로 사용하기 위하여 로마의 캄푸스 마르티우스에 지어진 건축물이다. 이 무덤 건축은 그 웅장함으로 말미암아 할리카르나소스의 마우솔레움에 빗대어 마우솔레움이라 불렸다.
아우구스투스 영묘는 아우구스투스가 기원전 31년에 악티움 해전에서 승리를 거둔 후 처음으로 지은 건물들중 하나이다. 건물은 원형으로 지어졌으며, 영묘 바깥쪽에는 노송나무들을 심었다. 지붕의 한가운데에는 아우구스투스의 동상이 있었다. 화강암으로 만들어진 오벨리스크가 쌍으로 입구에 세워졌다. 지금 이 오벨리스크들은 에스퀼리노 언덕과 퀴리날레 언덕에 각각 위치해 있다. 완공 당시 그 규모는 주변의 땅을 포함하여 지름 90미터, 높이 42미터였다. 
아우구스투스가 지은 마우솔레움은 평화의 제단과 더불어 마르스 평원 일대에 그의 치세를 시각적으로 영구히 남기는 중요한 건축물이었다.:33 영묘의 전면에는 그의 업적록이 새겨져 있었는데, 이는 그가 육체적 죽음에도 불구하고 영원불멸한 업적을 남긴 존재로서 기억되기를 원하였음을 드러낸다.:37

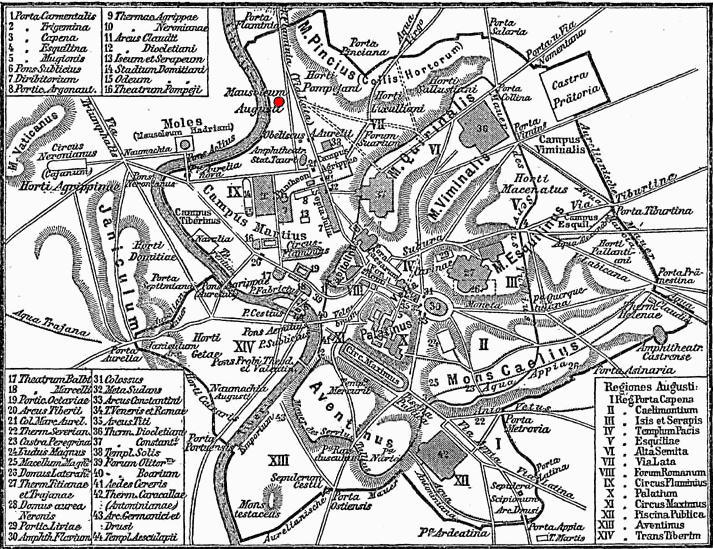
고대 로마 시기에 아우구스투스 영묘 주변의 지리.

아우구스투스 영묘에는 율리우스-클라우디우스 황조의 여러 인물들이 묻혀있다. 마르켈루스(아우구스투스의 사위, 마우솔레움에 제일 먼저 묻혔다.), 아우구스투스, 리비아 드루실라(아우구스투스의 부인), 아그리파, 드루수스, 게르마니쿠스, 대 아그리피나(게르마니쿠스의 부인), 티베리우스, 칼리굴라, 클라우디우스, 브리타니쿠스(클라우디우스의 아들), 네르바등이 묻혀있다. 
네르바 이후로는 공간의 제한으로 인해 더 이상 묻힌 사람이 없는데, 이는 후대의 황제 중 하드리아누스가 자신의 시신을 안치할 스스로의 마우솔레움을 건설하는 결과로 이어졌다. 하드리아누스 황제의 마우솔레움은 훗날 산탄젤로 성이 된다.
410년, 알라리크가 이끄는 고트족에 의해 로마가 대거 약탈을 당했을 때, 납골 항아리등이 약탈당하기는 했으나 건물의 구조에는 손상이 가지 않았다. 중세에 접어들어 콜론나 가에 의해 무덤 부분에 성이 건설되어, 카스텔 산탄젤로처럼 요새화되었다. 1167년에 벌어진 전쟁에서 큰 패배를 당하여 콜론나 가문은 추방당하였고, 성은 해체되었다. 이로 인해 현재까지 폐허로 남아있게 된다.
19세기에 접어들어, 폐허는 투우장으로 사용되었으며 이후에는 공연장으로 사용되었다. 1930년대에야 인근의 평화의 제단 복원 공사가 진행되면서, 비로소 이 곳이 고고학적으로 랜드마크로 부각되었다. 아우구스투스 마우솔레움의 복원공사는 베니토 무솔리니가 야심차게 추진했던 로마 복원 사업의 일환이었다. 이 사업은 "영광스러운 시절"이었던 로마 제국을 이탈리아 파시즘과 연관시키기 위해 추진되었었다. 무솔리니는 자신의 통치하에서 이탈리아에 새로운 시대를 열었다면서, 아우구스투스가 이룬 업적들과 비교하곤 했다.

## 참고도서
- Dal Maso, Leonardo B., Rome of the Caesars. Bonechi: Florence, 1974.
- Lanciani, Rodolpho.Pagan and Christian Rome, 1892. On-line
- Young, Norwood., P. Barrera (rev.). Rome and Its Story. J.M. Dent & Sons Ltd: London, 1951 (original edition, 1901).

## 같이 보기
- 아우구스투스
- 아우구스투스 업적록
- 평화의 제단